# Deroceras maasseni
Deroceras maasseni is een slakkensoort uit de familie van de Agriolimacidae. De wetenschappelijke naam van de soort is voor het eerst geldig gepubliceerd in 1996 door Wiktor.